# Gentão (filho de Genserico)
Gentão (em latim: Gento) foi um nobre vândalo do século V. Era filho do rei Genserico (r. 428–477) e irmão de Hunerico (r. 477–484); Procópio de Cesareia afirmou que seria o mais velho, porém se contradiz ao dizer que Hunerico era o mais velho. Em 468, participou da batalha naval contra a frota bizantina de Basilisco. Com sua esposa de nome incerto teve vários filhos: Guntamundo (r. 484–496), Trasamundo (r. 496–523), Godago (Godagis) e Geilaro (Geilaris); Idácio de Chaves erroneamente disse que era casado com Eudócia. Apesar de incerta a data, sabe-se que faleceu em algum momento antes de seu pai.

## Etimologia
Gentão é um nome de origem vândala. Foi registrado em latim como Gento e em grego como Genton (Γέντων), Genzon (Γένζων) ou Gentzon (Γέντζων).